# Dnevnik jego zjeny
Dnevnik jego zjeny (russisk: Дневник его жены) er en russisk spillefilm fra 2000 af Aleksej Utjitel.

## Medvirkende
- Andrej Smirnov som Ivan Bunin
- Galina Tjunina som Vera Bunina
- Olga Budina som Galina Plotnikova
- Jevgenij Mironov som Leonid Gurov
- Jelena Morozova som Marga Kovtun